# ماروک
ماروک (به مجاری:  Márok) یک منطقهٔ مسکونی در مجارستان است که در ناحیه شیکلوش واقع شده‌است.